# 대만의 기적

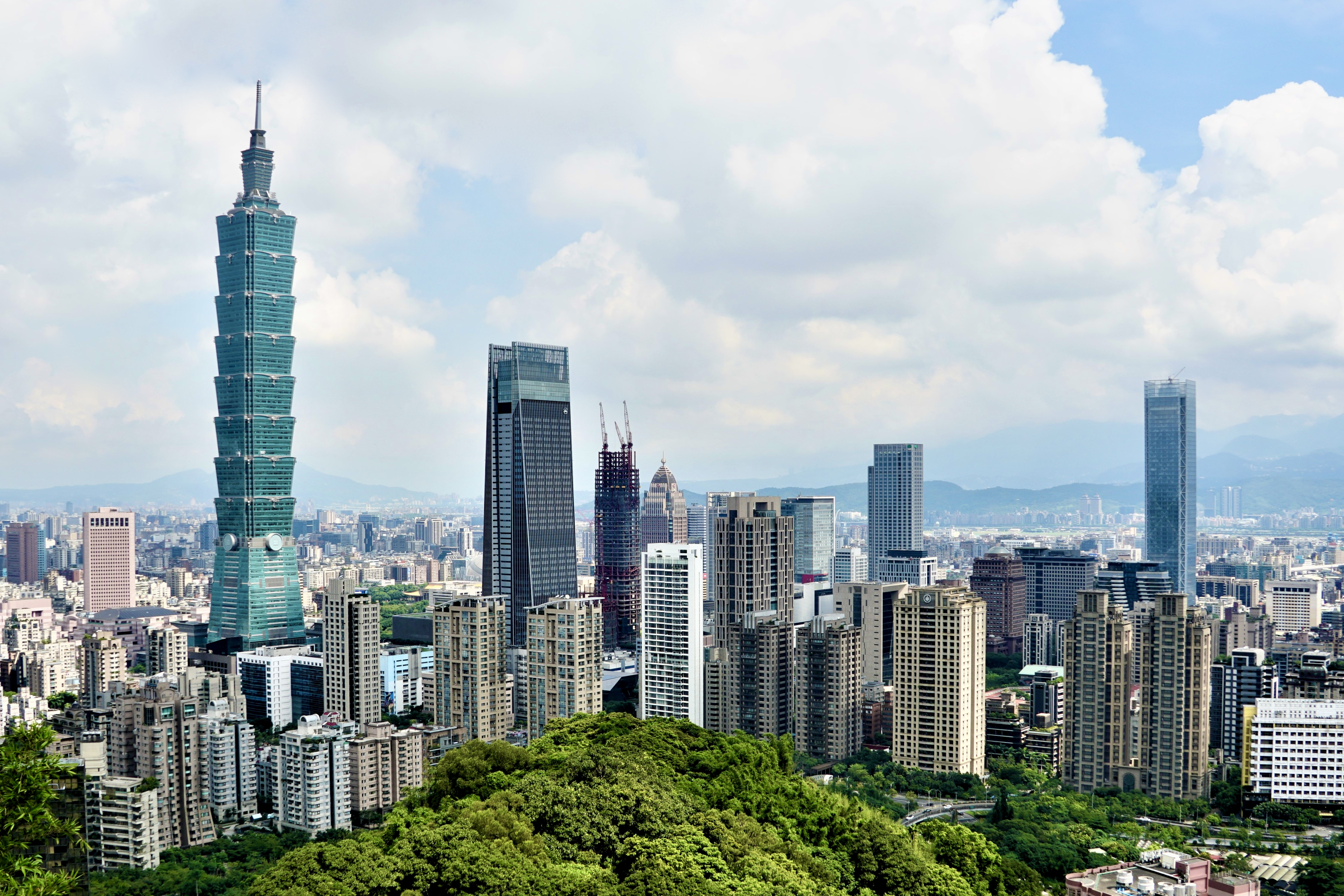
대만의 수도 - 타이베이의 스카이 라인

대만의 기적(중국어: 臺灣奇蹟, 병음: Táiwān Qíjīī) 또는 대만의 경제 기적(중국어: 臺灣經濟奇蹟, 병음: Táiwān Jīngjì Qíjī)은 20세기 후반 대만의 급격한 산업화와 경제성장을 의미하는 용어이다. 대만은 대한민국, 싱가포르, 홍콩과 함께 발전하면서 "아시아의 네 마리 용"중 하나로 알려지게 되었다.

## 같이 보기
- 한강의 기적
- 타이베이시
- 고도경제성장